# Список альбомов № 1 в США в 2019 году (Billboard)

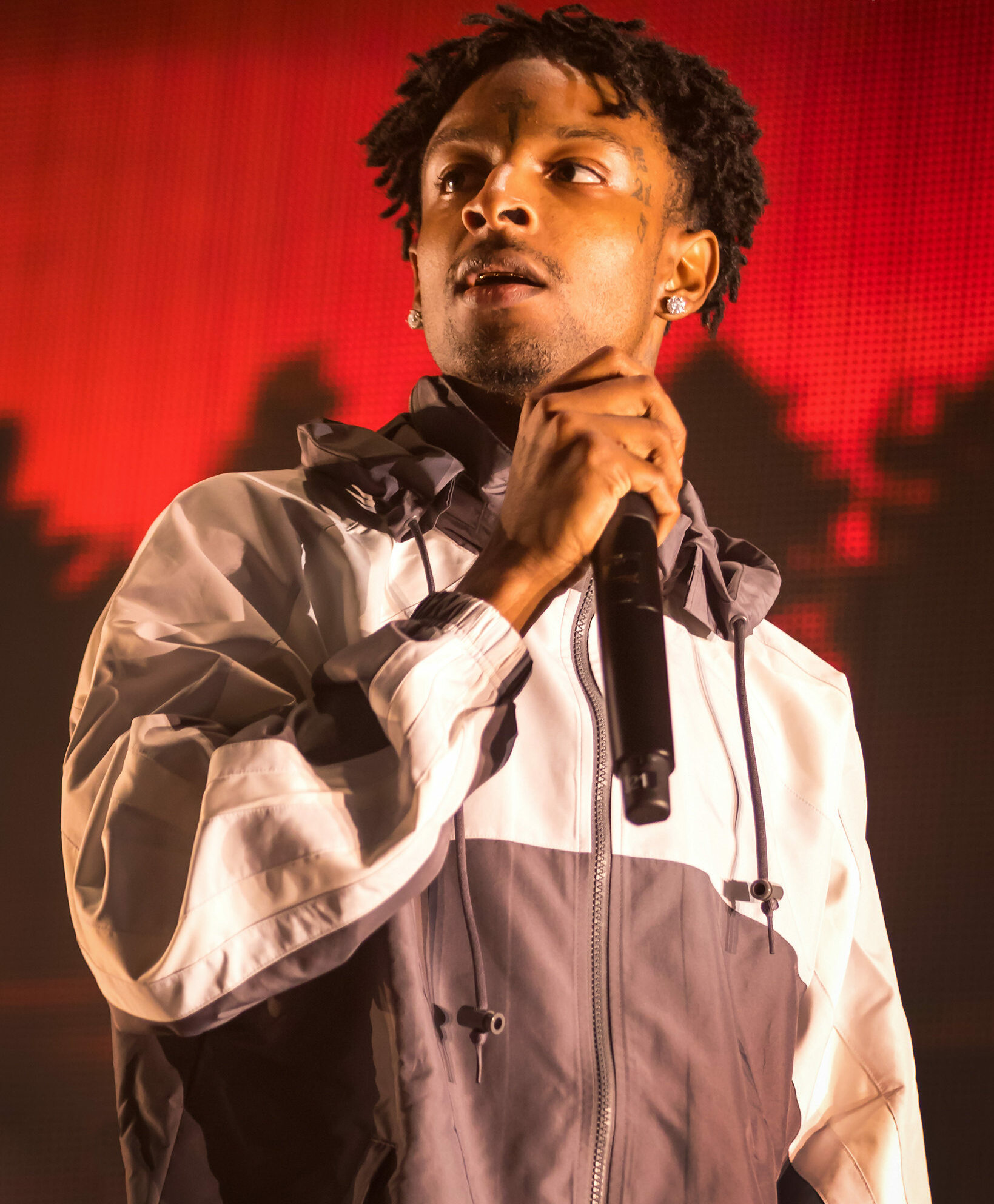
21 Savage (он же Шайа Бин Авраам-Джозеф) с альбомом I Am > I Was стал первым лидером года в США.

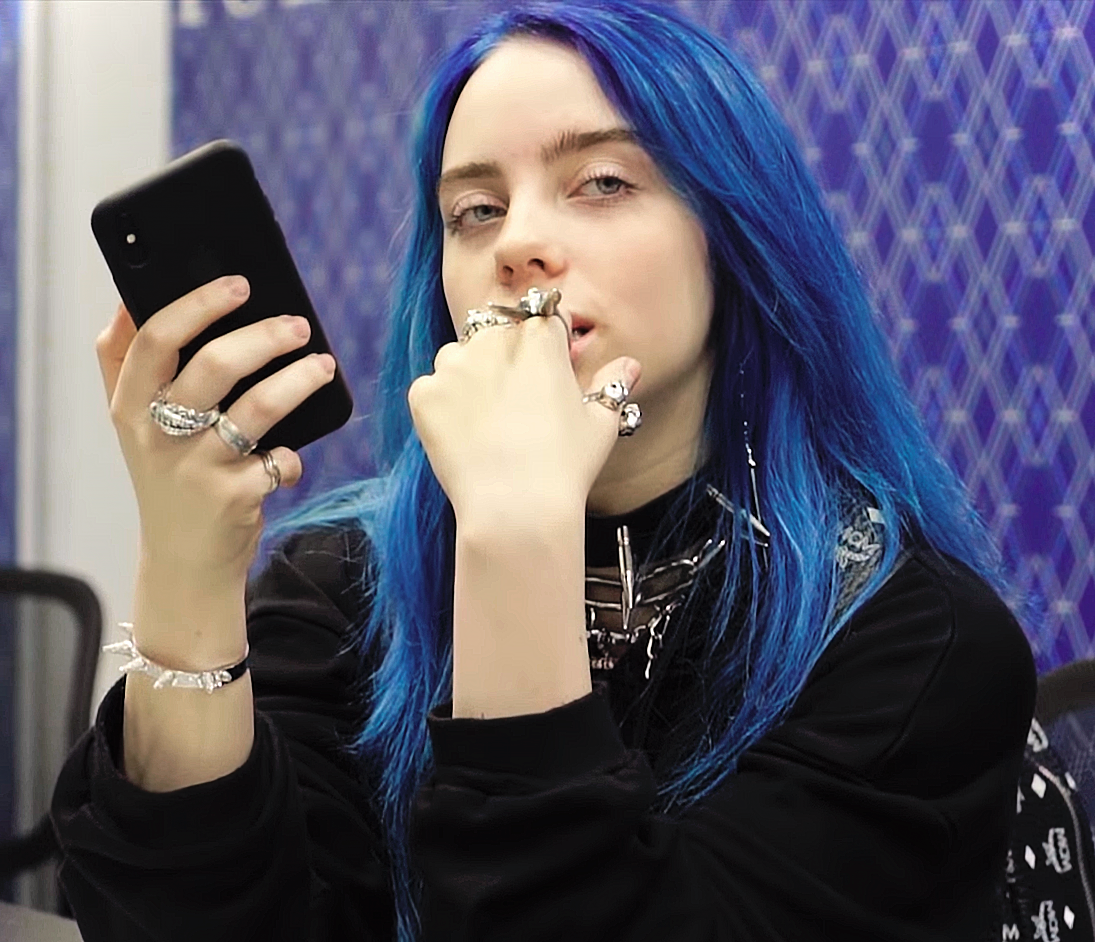
Билли Айлиш с альбомом When We All Fall Asleep, Where Do We Go? возглавила чарт США в свои 17 лет.

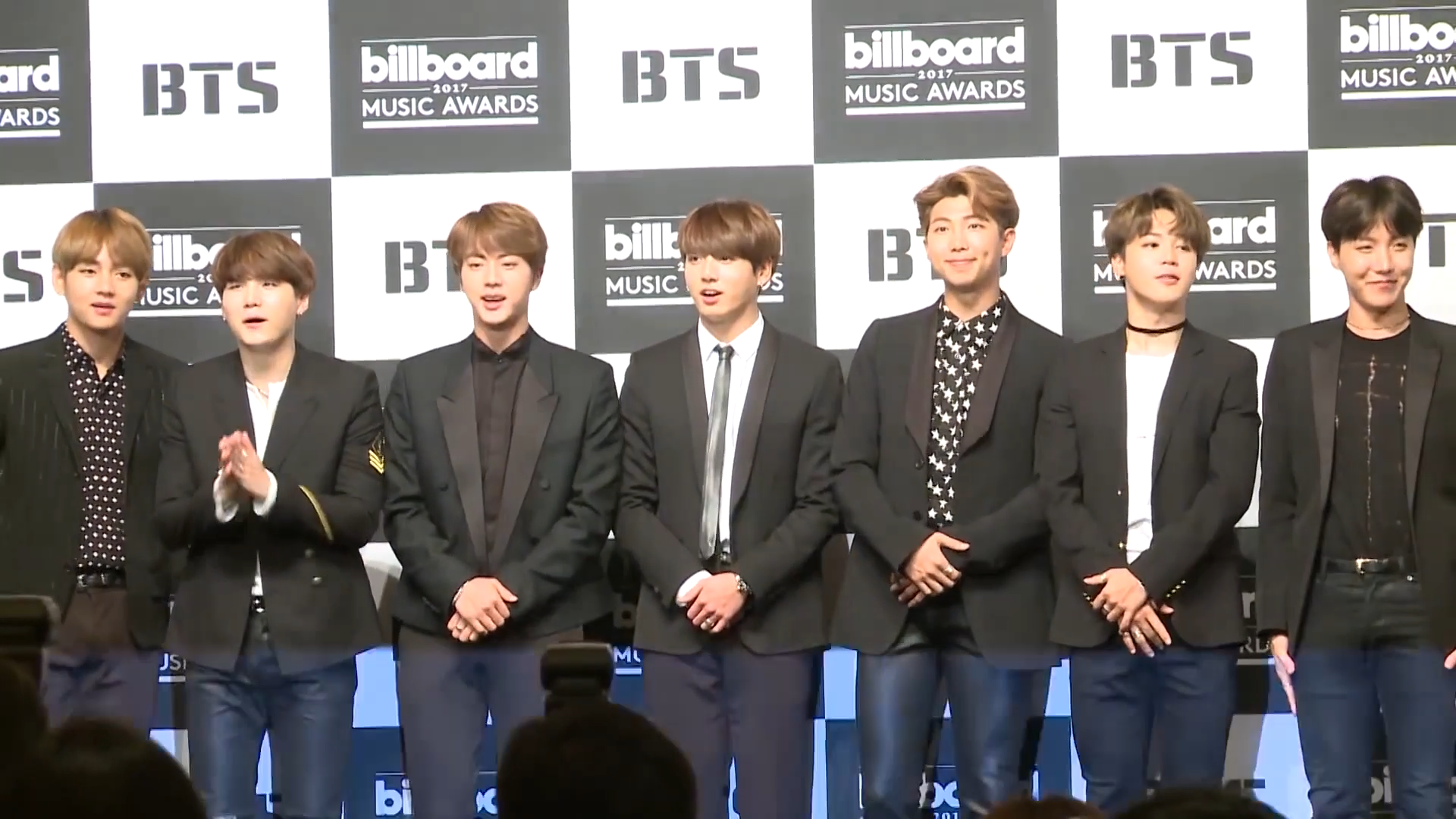
Корейская группа BTS с альбомом Map of the Soul: Persona в 3-й раз в карьере возглавила чарт.

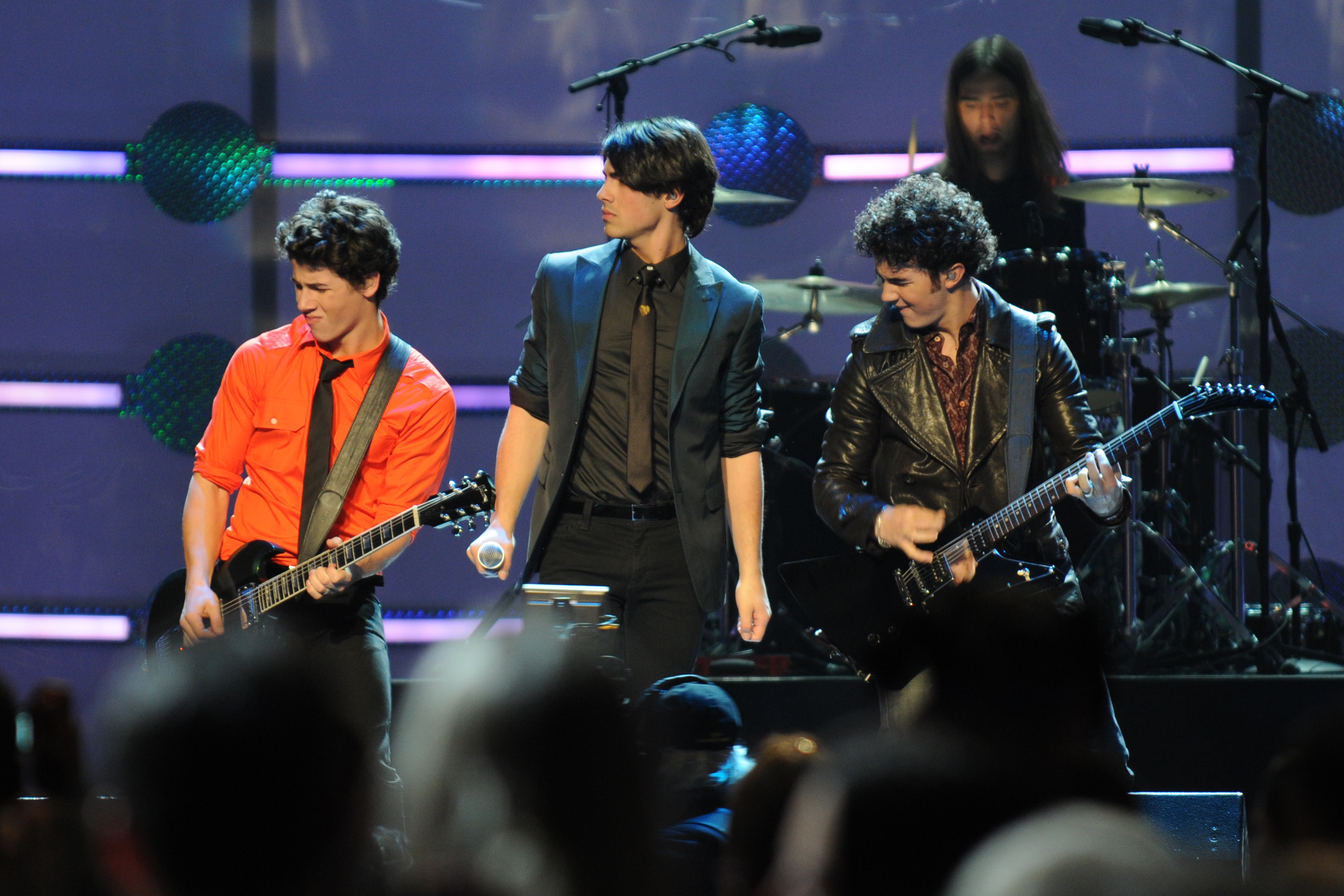
Группа Jonas Brothers в третий раз возглавила чарт.

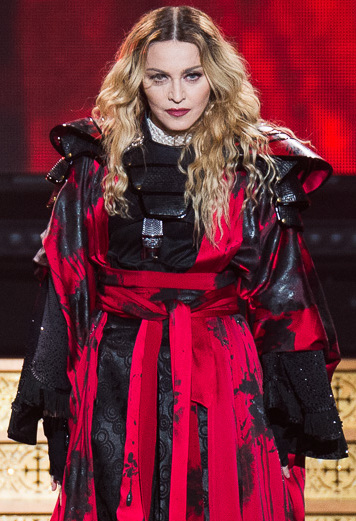
Мадонна в девятый раз возглавила чарт.

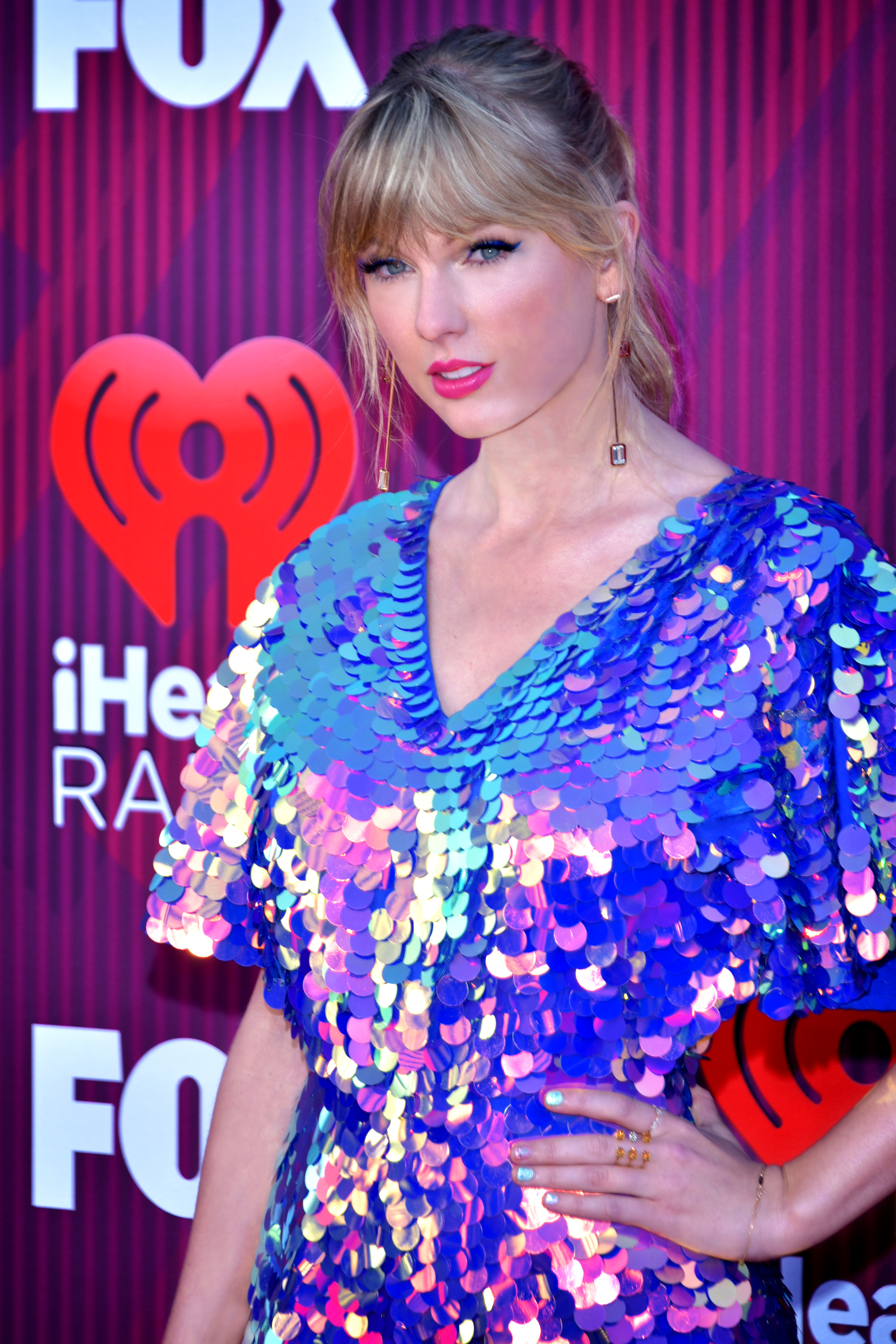
Тейлор Свифт в шестой раз возглавила чарт.

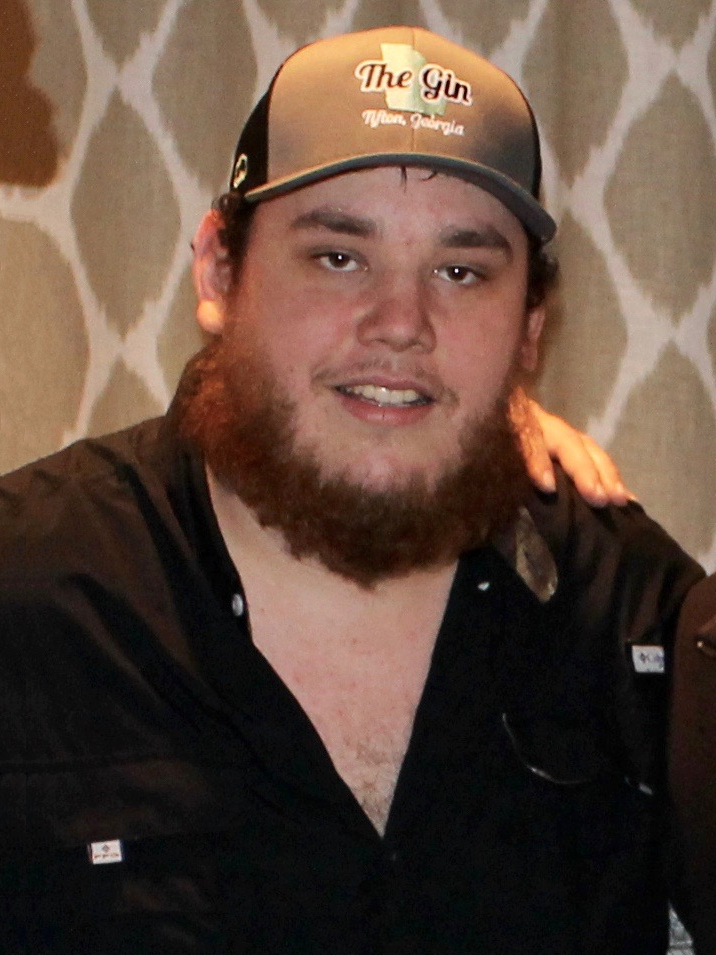
Кантри-певец Люк Комбс со своим альбомом What You See Is What You Get впервые возглавил чарт.

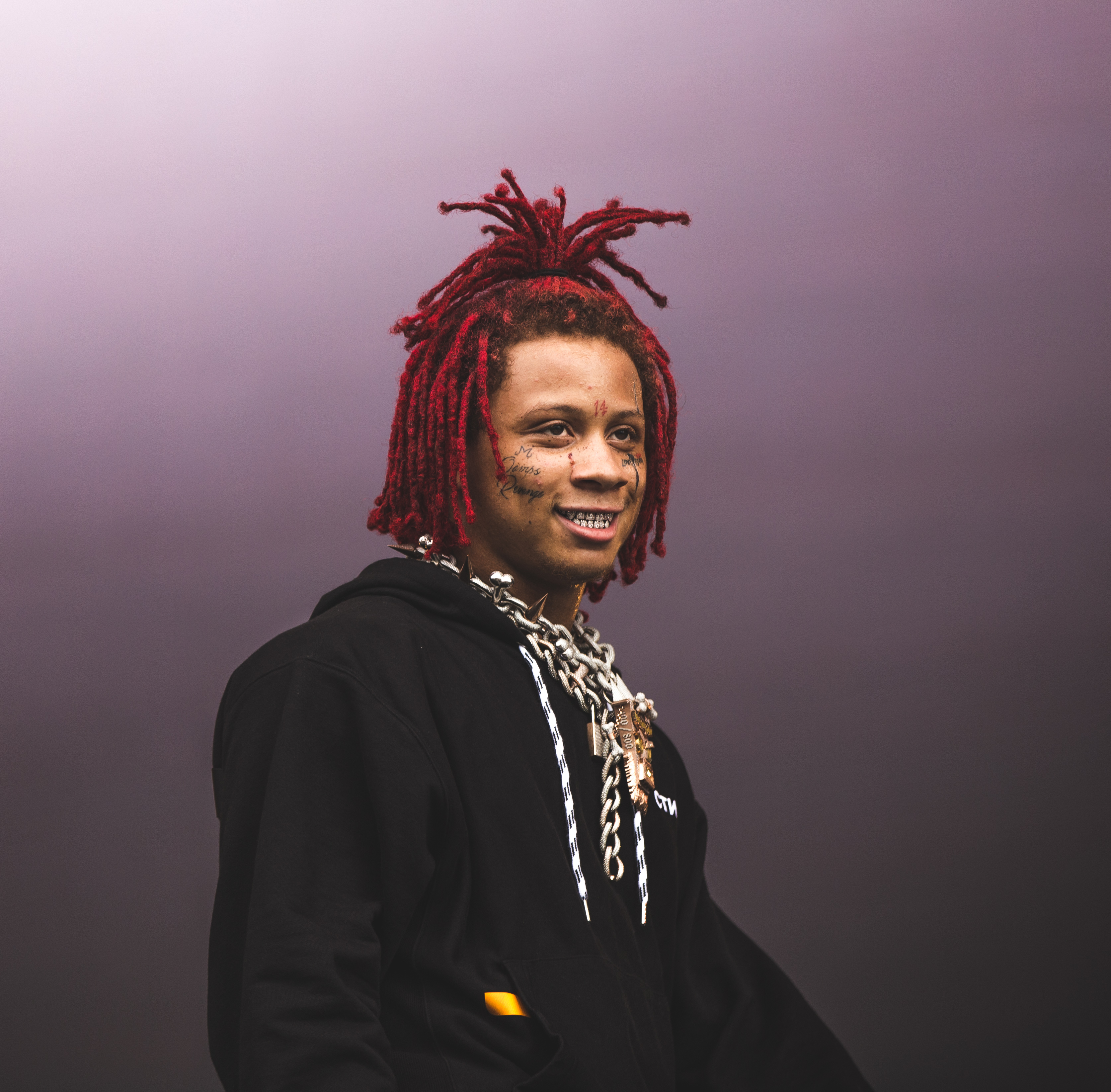
Trippie Redd (он же Майкл Ламар Уайт) впервые возглавил чарт.

Список альбомов № 1 в США в 2019 году (#1 2019 Billboard 200) включает альбомы, возглавлявшие главный хит-парад Северной Америки каждую из 52 недель 2019 года по данным старейшего музыкального журнала США Billboard (данные стали известны заранее, так как публикуются в сети на неделю вперёд) и службы Nielsen SoundScan.

## Общие сведения
- 5 января (данные становятся известны заранее) хит-парад возглавил альбом I Am > I Was американского рэпера 21 Savage (он же Шайа Бин Авраам-Джозеф). Тираж составил 131,000 эквивалентных альбомных единиц (включая 18,000 традиционных альбомных продаж, а также эквивалентные альбомные треки, но большая часть пришлась на стриминг). Это его второй альбом и 1-й чарттоппер в США. Диск записан с участием и вокалом J. Cole, Чайлдиш Гамбино, Schoolboy Q, Post Malone, Трэвиса Скотта и других исполнителей[5].
- 9 февраля альбом DNA группы Backstreet Boys дебютировал на первом месте американского хит-парада Billboard 200. Это третий чарттоппер группы и первый за 19 лет, после Black & Blue (2000). Тираж DNA составил 234,000 альбомных эквивалентных единиц, включая 227,000 истинных альбомных продаж[6].
- 23 февраля альбом Thank U, Next певицы Арианы Гранде дебютировал на первом месте американского хит-парада Billboard 200. Это её 4-й чарттоппер вслед за Sweetener (1 сентября 2018), My Everything (13 сентября 2014) и Yours Truly (21 сентября 2013). Гранде делит вместе с Тейлор Свифт второе место среди женщин по числу чарттопперов с 2010 года, уступая только Леди Гага, у которой пять альбомов побывали на первом месте в это десятилетие.  Тираж Thank U, Next составил 360,000 альбомных эквивалентных единиц, включая 116,000 истинных альбомных продаж и 228,000 стриминговых единиц SEA[7][8].
- 13 апреля альбом When We All Fall Asleep, Where Do We Go? 17-летней певицы Билли Айлиш дебютировал на первом месте американского хит-парада Billboard 200 с тиражом 313,000 альбомных эквивалентных единиц (включая 170,000 чистых продаж альбома). Это второй результат года, так как ранее больше было только у Арианы Гранде с диском Thank U, Next (360,000 единиц в первую неделю релиза 23 февраля 2019). Кроме того, это третий результат числу потоков-стримов для женщин-солисток за всю историю подсчёта потоковых каналов. Также было продано 15,000 виниловых пластинок (LP), чего до Айлиш удалось сделать только одной певице в истории, так как ранее, рекордом для винила в новое цифровое время (которое отсчитывают с 1991 года) стало 5-кратное повторение тиража 15 000+ и более альбомом 25 певицы Адель[9][10].
- 27 апреля мини-альбом Map of the Soul: Persona корейской группы BTS стал их третьим чарттоппером в карьере и всего за 11 месяцев. Ранее на позиции № 1 побывали их альбомы Love Yourself: Tear (2 июня 2018) и Love Yourself: Answer (8 сентября 2018). Из групп такое менее чем за один год удавалось достичь Beatles и Monkees. Beatles это сделали 1995-96, когда сразу три их архивных релиза были на первом месте: Anthology 1, Anthology 2 и Anthology 3 все дебютировали на № 1 в промежутке за 11 месяцев и одну неделю (между 9 декабря 1995 и 16 ноября 1996).  Квартет Monkees это сделали в 1967 году, когда на № 1 побывали их альбомы More of the Monkees (11 февраля 1967), Headquarters (24 июня 1967) и Pisces, Aquarius, Capricorn, and Jones LTD. (2 декабря 1967) и всего за 9 месяцев и три недели. Из солистов последний раз три альбома-чарттоппера в США менее чем за один год удалось получить рэперу Фьючеру, когда он лидировал (за 6 месяцев и три недели) с дисками DS2 (8 августа 2015), What a Time To Be Alive (10 октября 2015, но вместе с Дрейком) и Evol (27 февраля 2016)[11].
- 22 июня альбом Happiness Begins трио Jonas Brothers возглавил чарт с тиражом 414,000 единиц (включая 357,000 продаж). Это их третий чарттоппер в карьере[12].
- 29 июня альбом Madame X певицы Мадонны возглавил чарт с тиражом 95,000 единиц (включая 90,000 продаж). Это её 9-й чарттоппер в карьере и второй результат среди всех женщин после Барбры Стрейзанд. Впереди такие музыканты как The Beatles (19 чарттопперов), Jay-Z (14), Стрейзанд (11), Брюс Спрингстин (11), Элвис Пресли (10), Эминем (9), Гарт Брукс (9), Мадонна (9) и The Rolling Stones (9). Ранее мадонна лидировала в чарте с альбомами MDNA (2012), Hard Candy (2008), Confessions on a Dance Floor (2005), American Life (2003), Music (2000), Like a Prayer (1989), True Blue (1986) и Like a Virgin (1985). Диск Madame X стал 22-м альбомом певицы в лучшей десятке top-10[13]. Здесь лидируют The Rolling Stones (у них 37 альбомов были в top 10), Барбра Стрейзанд (34), The Beatles (32), Франк Синатра (32), Элвис Пресли (27), Боб Дилан (22), Мадонна (22), Джордж Стрейт (21), Элтон Джон (20), Paul McCartney/Wings (20) и Брюс Спрингстин (20)[14].
- 27 июля на первом месте дебютировал альбом No.6 Collaborations Project британского певца Эда Ширана с тиражом 173,000 единиц (включая 70,000 продаж). Это его 3-й чарттоппер в карьере после дисков ÷ (Divide) в 2017 году и x (Multiply) в 2014 году[15].
- 7 сентября на первом месте  дебютировал альбом Lover певицы Тейлор Свифт с тиражом 867,000 единиц (включая 679,000 продаж альбома). Это её шестое попадание на первое место после reputation (4 недели на № 1 не подряд, 2017-18); 1989 (11, 2014-15); Red (7, 2012-13); Speak Now (6, 2010-11); Fearless (11, 2008-09). Свифт стала первой женщиной (и смогла повторить абсолютный рекорд рэпера Эминема), у которой шесть альбомов имели тираж более 500,000 копий в одну неделю: reputation (1,216 млн, 2017 год), 1989 (1,287 млн, 2014), Red (1,208 млн, 2012), Speak Now (1,047 млн, 2010) и Fearless (592,000; 2008). Свифт стала единственной из всех исполнителей, у которой 4 разных альбома имели тираж более 1 млн копий в одну неделю[16][17].
- 14 сентября первую строку Billboard 200 занял альбом американской рок-группы Tool, вышедший 30 августа 2019 года. Это пятый студийный альбом в дискографии группы, и третий альбом, лидировавший в чарте США[18].

## Список 2019 года
| Дата        | Альбом № 1 недели                        | Исполнитель                | Ссылка               |
| ----------- | ---------------------------------------- | -------------------------- | -------------------- |
| 5 января    | I Am > I Was                             | 21 Savage                  | [ 5 ]                |
| 12 января   | I Am > I Was                             | 21 Savage                  | [ 19 ]               |
| 19 января   | Hoodie SZN                               | A Boogie wit da Hoodie     | [ 20 ]               |
| 26 января   | Hoodie SZN                               | A Boogie wit da Hoodie     | [ 21 ]               |
| 2 февраля   | The Wizrd                                | Фьючер                     | [ 22 ]               |
| 9 февраля   | DNA                                      | Backstreet Boys            | [ 6 ]                |
| 16 февраля  | Hoodie SZN                               | A Boogie wit da Hoodie     | [ 23 ]               |
| 23 февраля  | Thank U, Next                            | Ариана Гранде              | [ 7 ]                |
| 2 марта     | Thank U, Next                            | Ариана Гранде              | [ 24 ]               |
| 9 марта     | A Star Is Born                           | Леди Гага и Брэдли Купер   | [ 25 ]               |
| 16 марта    | Wasteland, Baby!                         | Хозиер                     | [ 26 ]               |
| 23 марта    | Death Race for Love                      | Juice WRLD                 | [ 27 ]               |
| 30 марта    | Death Race for Love                      | Juice WRLD                 | [ 28 ]               |
| 6 апреля    | Bad Habits                               | Nav                        | [ 29 ]               |
| 13 апреля   | When We All Fall Asleep, Where Do We Go? | Билли Айлиш                | [ 9 ] [ 30 ]         |
| 20 апреля   | Free Spirit                              | Халид                      | [ 31 ]               |
| 27 апреля   | Map of the Soul: Persona                 | BTS                        | [ 11 ]               |
| 4 мая       | When We All Fall Asleep, Where Do We Go? | Билли Айлиш                | [ 32 ]               |
| 11 мая      | Hurts 2B Human                           | Пинк                       | [ 33 ]               |
| 18 мая      | Father of the Bride                      | Vampire Weekend            | [ 34 ]               |
| 25 мая      | Confessions of a Dangerous Mind          | Logic                      | [ 35 ]               |
| 1 июня      | Igor                                     | Tyler, the Creator         | [ 36 ]               |
| 8 июня      | When We All Fall Asleep, Where Do We Go? | Билли Айлиш                | [ 37 ]               |
| 15 июня     | Center Point Road                        | Томас Ретт                 | [ 38 ]               |
| 22 июня     | Happiness Begins                         | Jonas Brothers             | [ 12 ]               |
| 29 июня     | Madame X                                 | Мадонна                    | [ 13 ]               |
| 6 июля      | Help Us Stranger                         | The Raconteurs             | [ 39 ]               |
| 13 июля     | Indigo                                   | Крис Браун                 | [ 40 ]               |
| 20 июля     | Revenge of the Dreamers III              | Dreamville и J. Cole       | [ 41 ]               |
| 27 июля     | No.6 Collaborations Project              | Эд Ширан                   | [ 15 ]               |
| 3 августа   | No.6 Collaborations Project              | Эд Ширан                   | [ 42 ]               |
| 10 августа  | The Search                               | NF                         | [ 43 ]               |
| 17 августа  | Care Package                             | Дрейк                      | [ 44 ]               |
| 24 августа  | We Are Not Your Kind                     | Slipknot                   | [ 45 ]               |
| 31 августа  | So Much Fun                              | Young Thug                 | [ 46 ]               |
| 7 сентября  | Lover                                    | Тейлор Свифт               | [ 16 ]               |
| 14 сентября | Fear Inoculum                            | Tool                       | [ 18 ]               |
| 21 сентября | Hollywood’s Bleeding                     | Post Malone                | [ 47 ] [ 48 ]        |
| 28 сентября | Hollywood’s Bleeding                     | Post Malone                | [ 49 ]               |
| 5 октября   | Hollywood’s Bleeding                     | Post Malone                | [ 50 ]               |
| 12 октября  | Kirk                                     | DaBaby                     | [ 51 ] [ 52 ]        |
| 19 октября  | SuperM — The 1st Mini Album              | SuperM                     | [ 53 ]               |
| 26 октября  | AI YoungBoy 2                            | YoungBoy Never Broke Again | [ 54 ]               |
| 2 ноября    | Hollywood’s Bleeding                     | Post Malone                | [ 55 ]               |
| 9 ноября    | Jesus Is King                            | Канье Уэст                 | [ 56 ] [ 57 ] [ 58 ] |
| 16 ноября   | Hollywood’s Bleeding                     | Post Malone                | [ 59 ]               |
| 23 ноября   | What You See Is What You Get             | Люк Комбс                  | [ 60 ]               |
| 30 ноября   | Courage                                  | Селин Дион                 | [ 61 ]               |
| 7 декабрь   | A Love Letter to You 4                   | Trippie Redd               | [ 62 ] [ 63 ]        |
| 14 декабрь  | Frozen II                                | Саундтрек                  | [ 64 ]               |
| 21 декабрь  | Please Excuse Me for Being Antisocial    | Roddy Ricch                | [ 65 ]               |
| 28 декабрь  | Fine Line                                | Гарри Стайлз               | [ 66 ]               |